# Центральноавстралийская тиликва
Центральноавстралийская тиликва (лат. Tiliqua multifasciata) — вид ящериц из рода синеязыких сцинков.
Этот вид является эндемиком Австралии. Он распространён в Западной Австралии, Северной территории, Квинсленде и Южной Австралии.